# Famille Rosetti
Pour le compositeur, voir Antonio Rosetti.
La famille Rosetti, Ruset ou Roset  est une maison princière phanariote d'origine grecque probablement issue de Constantinople. Elle a donné plusieurs souverains à la Roumanie.

## Origine
Il s'agit d'une famille d'origine gréco-levantine dont le nom est Ruset ou Rosetti. Le premier membre connu est un certain Lascaris Ruset qui épouse Bella, une sœur d'Andronic Cantacuzino. C'est cette alliance qui permet à leur fils Antonie Ruset d'occuper, pendant trois ans, le trône de Moldavie. Sa famille s'intègre ensuite aux Phanariotes au cours des XVIIe siècle et XVIIIe siècle.

## Descendance
Antonie Ruset est le père de :   
- Zafira épouse Dimitrie Caragea dont Constantin le père du prince de Valachie Nicolae Caragea.
- Ioan mort en 1750 épouse Elena Mavrocordat dont :  
  - Marie épouse de Constantin Sutu  dont Michel Ier Șoutzo (mort en 1803) prince de Valachie et de Moldavie.
  - Nicolae mort après 1765 dont :  
    - Efrosina qui épouse Ion Giani dont :  
      - Manole Giani Ruset (1715-1794) prince de Valachie de 1770 à 1771 et de Moldavie de 1788 à 1789.

## Membres notables
- Antonie Ruset, prince de Moldavie de 1675 à 1678.
- Elena Rosetti, princesse consort des Principautés unies de Moldavie et de Valachie de 1859 à 1862, puis princesse consort de Roumanie (1862-1866).
- Constance Elena Rosetti-Solescu (25 janvier 1889-9 novembre 1949), femme du maréchal Friedrich Paulus.